# Adam Turczynowicz Suszycki
Adam Turczynowicz Suszycki herbu Szeliga – podkomorzy merecki w latach 1792-1794, chorąży trocki w latach 1784-1792, pisarz ziemski trocki w latach 1780-1784, sędzia grodzki trocki w latach 1775-1780.
Poseł na sejm 1778 roku z powiatu trockiego.